# Вершанд
Вершанд (рум. Vărșand) — село у повіті Арад в Румунії. Входить до складу комуни Пілу.
Село розташоване на відстані 442 км на північний захід від Бухареста, 50 км на північ від Арада, 95 км на північ від Тімішоари.

## Населення
За даними перепису населення 2002 року у селі проживали 945 осіб.
Національний склад населення села:
| Національність | Кількість осіб | Відсоток |
| -------------- | -------------- | -------- |
| румуни         | 711            | 75,2%    |
| угорці         | 116            | 12,3%    |
| цигани         | 111            | 11,7%    |

Рідною мовою назвали:
| Мова      | Кількість осіб | Відсоток |
| --------- | -------------- | -------- |
| румунська | 821            | 86,9%    |
| угорська  | 115            | 12,2%    |